# 메시에 73
M73 또는 NGC 6994은 물병자리에 있는 성군이다. 중심에서 흩어져 4개의 항성이 있다. 성운적인 요소는 없다. 망원경으로 보면 'T'자 모양을 이루고 있는 4개의 별이 보인다.

## 같이 보기
- 메시에 천체 목록